# Rocky Hill (Connecticut)
Rocky Hill è un comune di 20.708 abitanti degli Stati Uniti d'America, situato nella Contea di Hartford nello Stato del Connecticut.